# T-300 Kasırga
T-300 Kasirga — турецкая реактивная система залпового огня , разработана компанией ROKETSAN совместно с CMPIEC и основана на китайской WS-1.
Принята на вооружение ВС Турции.  Поставлялась в Азербайджан и Бангладеш.

## История
В 1997 году компания ROKETSAN совместно CMPIEC начала разработку Т-300 на основе WS-1. В 2000 году принята на вооружение ВС Турции.

## Характеристики
РСЗО имеет четыре 300-мм пусковых ракетных трубы, которые могут поражать цель на расстоянии 120 км. Максимальная высота полёта ракеты - 9 км, скорость 4.2 маха. В основном ракеты оснащены осколочно-фугасной боеголовкой, состоящей из 26 000 стальных шариков. Ракеты используют композитное твёрдое топливо. РСЗО базируется на шасси немецкого грузовика MAN 6x6. Масса совместно с ракетами составляет 23 кг. Система наведения основана на инерциальной навигации, также поддерживается GPS и ГЛОНАСС. Ракеты Т-300 имеют аэродинамическое управление с электромеханической системой привода.

## Варианты
Block II
- Масса: 660 кг
- Дистанция : 20 - 90 км
- Масса боеголовки: 180 кг
- Радиус поражения: 80 м

Block III
- Масса: 585 кг
- Дистанция: 30 - 120 км
- Масса боеголовки: 105 кг
- Радиус поражения: 70 м

## Операторы
- Турция
- Азербайджан
- Бангладеш
- Объединённые Арабские Эмираты